# Jan Libíček
Jan Libíček (28. září 1931 Zlín – 24. května 1974 Praha) byl český filmový a divadelní herec. V divadle i ve filmu ztvárňoval zejména komické role, k nimž jej předurčovala jeho silná postava a baculatá, dobrácká tvář.

## Životopis
Narodil 28. září 1931 ve Zlíně jako Jan Rudolf Libíček. Pocházel z rodiny strojního zámečníka a technického úředníka v Baťových závodech. To také ovlivnilo jeho vzdělání. Absolvoval učňovskou školu a vyučil se zámečníkem. Po škole pracoval asi rok v Ostravském strojírenském podniku. Později získal maturitu ve státním dělnickém kurzu pro přípravu na vysokou školu v rámci večerní školy v Praze.
Již během doby učení se u něj projevily herecké sklony. Proto, když dosáhl požadovaného středoškolského vzdělání, přihlásil se na DAMU. Díky vrozenému hereckému talentu zde získal obdiv.
Zemřel náhle při natáčení filmu Jak utopit doktora Mráčka ve věku 42 let.
Urna s jeho popelem je uložena v kolumbáriu v urnovém háji Krematoria Strašnice.

## Divadlo
Divadelní začátky strávil v gottwaldovském (zlínském) divadle. Po dokončení DAMU (1955) působil několik let v Praze (Armádní umělecký soubor Víta Nejedlého, Vesnické divadlo Praha) a v letech 1959–1963 opět ve Zlíně.
V letech 1963–1968 byl členem divadelního souboru Divadla Na zábradlí, kam jej speciálně pro hru Král Ubu získal režisér Jan Grossman. Mezi jeho další významné role z této éry patří například postava ředitele Zahajovačské služby ve hře Václava Havla Zahradní slavnost nebo tulák Estragon v Beckettově dramatu Čekání na Godota.

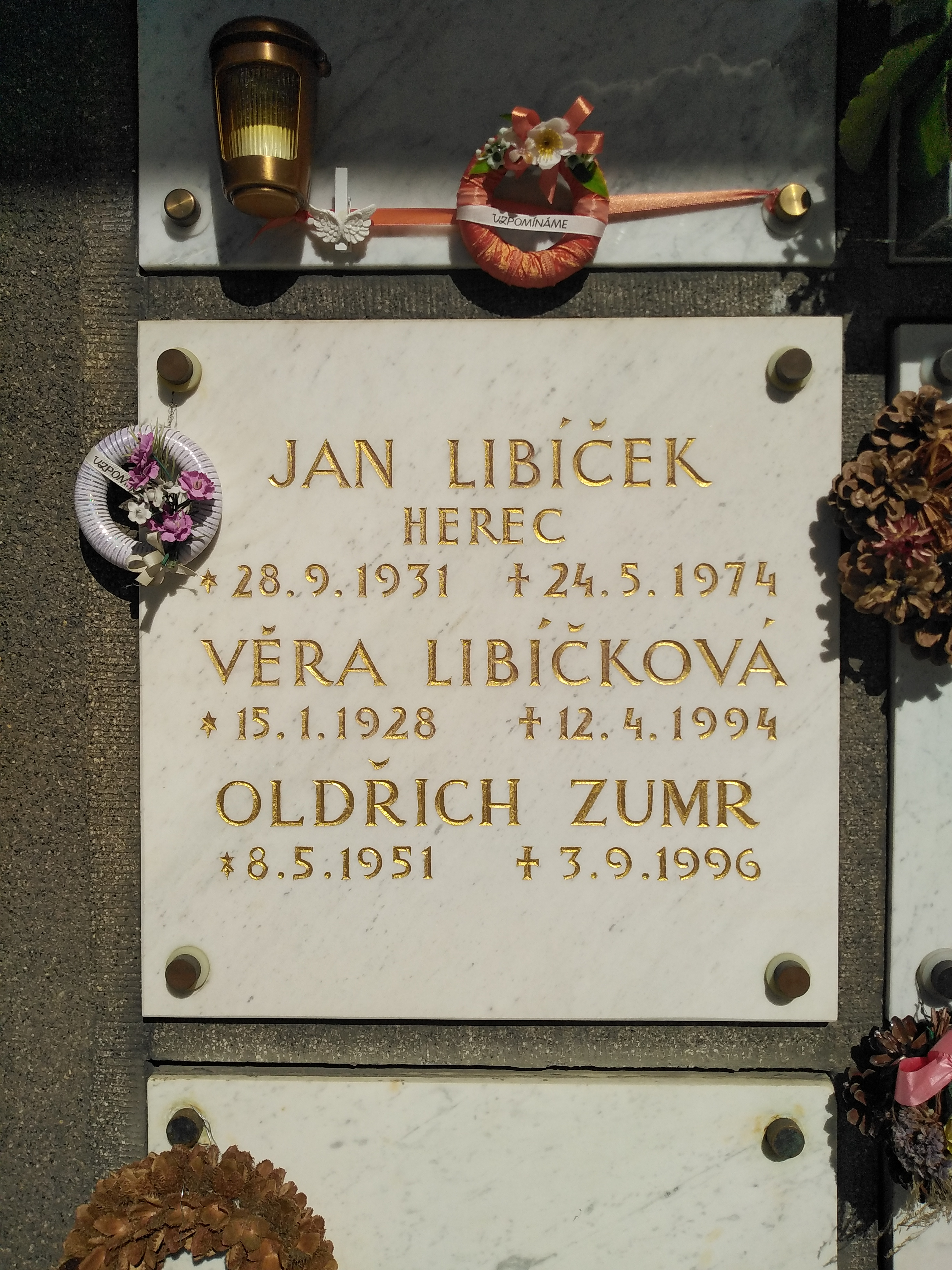
místo kde se nachází urna s Libíčkovým popelem

Od roku 1968 až do své smrti působil v Městských divadlech pražských. V MDP, na scéně Divadla Komedie, ztvárnil například postavu rytíře Falstaffa ze Shakespearovy hry Veselé paničky windsorské (1969) v režii Ivana Weisse.

## Divadelní role – výběr
- 1958 Alexandr Fredro: Dámy a husaři, Kaplan, Vesnické divadlo, režie Karel Texel
- 1959 Nikolaj Virta: Nedohledné dálky, Astachov, Vesnické divadlo, režie Karel Texel
- 1959 William Shakespeare: Sen noci svatojánské, Poříz, Divadlo pracujících Gottwaldov, režie Svatopluk Skopal
- 1960 V+W: Balada z hadrů, Jehan, Divadlo pracujících Gottwaldov, režie Svatopluk Skopal
- 1961 Maxim Gorkij: Jegor Bulyčov a ti druzí, Pavlin, Divadlo pracujících Gottwaldov, režie Stanislav Holub
- 1962 Bertolt Brecht: Opera za pár grošů, Ede, Divadlo pracujících Gottwaldov, režie Svatopluk Skopal
- 1963 Václav Havel: Zahradní slavnost, ředitel zahajovačské služby, Divadlo Na zábradlí, režie Otomar Krejča
- 1964 Alfred Jarry: Král Ubu, titulní role, Divadlo Na zábradlí, režie Jan Grossman
- 1964 Samuel Beckett: Čekání na Godota, Estragon, Divadlo Na zábradlí, režie Václav Hudeček
- 1965 Václav Havel: Vyrozumění, Baláš, Divadlo Na zábradlí, režie Jan Grossman
- 1966 Franz Kafka, Jan Grossman (dramatizace): Proces, Druhý hlídač, Divadlo Na zábradlí, režie Jan Grossman
- 1967 Miloš Macourek: Hra na Zuzanku, Otec; Gustav; První úředník; Soused; Cipold, Divadlo Na zábradlí, režie Jan Grossman
- 1968 Jan Drda: Hrátky s čertem, Belzebub, Divadlo Komedie, režie Ivan Weiss
- 1969 William Shakespeare: Veselé paničky windsorské, Falstaff, Divadlo Komedie, režie Ivan Weiss
- 1970 Josef Kajetán Tyl: Fidlovačka, Pan Dudéc, MDP, scéna Valdštejnská zahrada, režie Karel Svoboda
- 1971 Julius Edlis: Kdež jest, Abele, bratr tvůj?, On, Divadlo Komedie, režie Ladislav Vymětal
- 1972 Alexandr Nikolajevič Ostrovskij: I chytrák se spálí, Mamajev, Komorní divadlo, režie Ivan Weiss
- 1973 Karel Čapek: Bílá nemoc, Baron Krüg (alternace Felix le Breux), Komorní divadlo, režie Ivan Weiss
- 1974 Alexandr Vampilov: Lov na kachny, Kušak, Komorní divadlo, režie František Miška

## Film
Za svůj život ztvárnil role ve více než 40 filmech, převážně komediálních. Jeho nejvýznamnější filmovou rolí byl fasádník Petrtýl v komedii Světáci z roku 1969.
Poslední Libíčkovou rolí byl vodník Alois ve filmu Jak utopit dr. Mráčka aneb Konec vodníků v Čechách, kterou již ale nestačil dokončit, neboť zemřel v době natáčení. Zkolaboval při natáčení scény, v níž společně s vodníkem Karlem (Vladimír Menšík) číhá na břehu Vltavy na dr. Mráčka. Přímo z natáčení scény byl převezen do nemocnice, kde zemřel na selhání ledvin. Jeho role byla později přeobsazená Zdeňkem Řehořem.

## Filmografie – výběr
- 1961 – Baron Prášil
- 1964 – Telefon
- 1964 – Každý den odvahu
- 1964 – Dobrá rada je nad zlato
- 1964 – Bláznova kronika
- 1965 – Souhvězdí Panny – role: Augustin
- 1966 – Kdo chce zabít Jessii? – dozorce
- 1967 – Svatba jako řemen – tajemník
- 1967 – Konec agenta W4C prostřednictvím psa pana Foustky – rezident
- 1968 – Farářův konec – Kantor
- 1969 – Světáci – Petrtýl
- 1969 – Zabil jsem Einsteina, pánové… – Smith
- 1970 – Pane, vy jste vdova! – kuchař Bobo
- 1970 – Čtyři vraždy stačí, drahoušku – Brooks
- 1970 – Ďábelské líbánky – vyšetřovatel kapitán Libíček
- 1971 – Dívka na koštěti – psychiatr
- 1972 – Šest medvědů s Cibulkou – ředitel cirkusu
- 1972 – Smrt si vybírá – Křížek, manažer skupiny Flamingo
- 1973 – Noc na Karlštejně – kuchař
- 1973 – Tři oříšky pro Popelku – preceptor
- 1973 – Tři chlapi na cestách – Kacíř

## Televize

### Televizní pořady
- 1965 Dobrá rada pana Bartoše (TV hříčka Zdeňka Jirotky) – role: syn pana Bartoše
- 1965 Muž, žena, Žoržík a klíč (TV inscenace) – role: zloděj Míša
- 1968 Pražský Sherlock Holmes (TV komedie – role: policajt Dusbábek
- 1970 Šest uprchlíků (TV groteska)
- 1971 Třírohý klobouk (TV komedie) – Lukáš
- 1971 Silvestrovské kousky Františka Housky (TV komedie) – role: hospodský Josef
- 1972 O Bumbrlíčkovi (TV pohádka) – hlavní role: Bumbrlíček
- 1972 Zbojník Ondráš (TV film) – role: zbojník Kubica
- 1973 Tetička za všechny peníze (TV mikrokomedie) – role: poručík kriminálky Marvan
- 1974 Muž, který se spustil (TV hudební veselohra) – role: Jeřábek, tatínek Hanky

### Televizní seriály
- 1968 – Klapzubova jedenáctka
- 1969 – Hříšní lidé města pražského – Epizoda 10: Kaprova smrt – role: strážník pochůzkář
- 1970 – Lidé na křižovatce